# TaQ
TaQ（たく、本名：榊原 琢 アイザック（さかきばら たく アイザック）、1975年8月6日 - ）は、日本の作曲家。アメリカ出身。英語表記はTaku Isaac Sakakibara。

## 略歴
生まれはアメリカのメリーランド州だが、幼少期から青春期を西ドイツで過ごす。
- 1979年 - 親に勧められて4歳からバイオリンを弾き始める。
- 1981年 - 小学校時代に「Jugend Musiziert」コンサートで準優勝。
- 1986年 - 11歳からはクラシック音楽を取り入れたロックバンドを立ち上げる。
- 1987年 - 中学校時代には父親にローランドの「ミュージ君」を与えられ、打ち込み音楽に目覚める。
- 1995年 - 友人のDJ SubSimonとともに「Electro Tunes」名義でテクノ音楽の発表を開始。
- 1999年 - コナミの音楽ゲームbeatmania IIDXをはじめとする、BEMANIシリーズへの楽曲提供を開始。
- 2002年 - ライブパーティbounceを開催。
- 2004年 - beatmania IIDX 10th styleでの楽曲提供後に、自身のホームページで「IIDXは卒業しました」と語り、以後は独自の音楽活動に専念している。
- 2007年 - 3月11日、ニューヨークのカーネギーホールにて、氏が作曲したフルオーケストラ交響曲が演奏される。
- 2007年 - beatmania IIDXスタッフの盟友dj TAKAこと石川貴之のアルバムにリミックス参加。3年ぶりのIIDX関連の商品への参加となる。
- 2011年 - 録音専門オーケストラ「gaQdan」を設立。
- 2012年 - 6月7日、PS3ソフト「TOKYO JUNGLE」のサウンドプロデューサーを担当。
- 2022年 - BEMANI SYMPHONY Concert 2022にて13年ぶりにBEMANIシリーズ関連作品に参加。

## 作品

### CDアルバム
- bounce connected（2003年8月2日、ongaq）
  - CD1
    1. giudecca
    2. symbolic
    3. holic
    4. stoic
    5. dxy!
    6. paranoia
    7. clear your mind
    8. qqq
    9. digital mind
    10. sync
    11. traces

  - CD2
    1. abstract (radical mix)
    2. gravity
    3. voltage
    4. schlagwerk
    5. electro tuned
    6. summer vacation
    7. .59 (live)
    8. era (nostalmix)

TaQのライブbounceのワンシーンを収録したライブ形式のノンストップアルバム（2枚組）。
当日行われたbounce vol.10 (release party)にて先行発売、その後8月15日～8月17日に開催されたコミックマーケット64でも販売され、インディーズ版かつ手売りにもかかわらず、5000枚を売り上げた。
現在はiTunes Storeでダウンロード販売を行っている。
- ongaq:stromatolite（2004年4月21日、VAP）
  1. stromatolite
  2. L09663
  3. clear your mind
  4. changes
  5. innocent walls
  6. blauer morgengrau
  7. marine snow
  8. fractal
  9. distance

メジャーデビューアルバム。beatmania IIDXへの提供楽曲を2曲（ただし両者ともゲーム版のロングではなく別ミックス）、前作「bounce connected」に収録された楽曲を1曲、公式サイトで公開されている『Blauer Morgengrau』と、新曲5曲を収録している。後発のDVD「visible:stromatolite」のサウンドトラックという位置付け。

### DVD
- visible:stromatolite（2004年7月22日、VAP）
アルバム「ongaq:stromatolite」のプロモーション・ビデオと、同アルバムのリリースパーティーstromatoliveの様子を収録。

### 外部に提供した楽曲

#### BEMANIシリーズ
明記しないものはすべてTaQ名義での発表。
- beatmania IIDX 2nd style （1999年9月）
  - 『Digital MinD (A/T Libra mix)』
  - 『Electro Tuned (the SubS mix)』
  - 『Indigo Vision (full flavour hide around mix)』
- beatmania completeMIX 2 （2000年1月）
  - 『RELEASE YOUR MIND』
  - 『TetraQ』
- beatmania IIDX 3rd style （2000年2月）
  - 『era (nostalmix)』
  - 『era (step remix)』 - 『era (nostalmix)』のアナザー譜面、後述の『era (step mix)』とも若干曲調が違っている。
  - 『era (step mix)』 - 『era (nostalmix)』のDPアナザー譜面、4th Styleにて単独曲として独立。beatmania IIDX 4th style original soundtrackには未収録。
  - 『Holic』
  - 『Schlagwerk』
- beatmania IIDX 4th style （2000年10月）
  - 『DXY!』
  - 『empathy』
  - 『Voltage (feat. Hidemaru)』
- beatmania IIDX 5th style （2001年3月）
  - 『QQQ』
  - 『Radical Faith』
  - 『still my words』 - TaQ feat. Meg名義。ヴォーカルはMeg、ピアノは久保田修。
  - 『sync』 - OutPhase名義。dj TAKAとのユニット。
- beatmania IIDX 6th style （2001年9月）
  - 『Summer Vacation (CU mix)』- OutPhase名義。ギターはティム・レフマン。
- History of beatmania IIDX(CD) （2002年3月）
  - 『.59 (live)』 - OutPhase名義。『.59』(dj TAKA)のリミックス。
- beatmania IIDX 7th style （2002年3月）
  - 『Gravity』
  - 『stoic』-実写ムービーにも出演。
  - 『traces』
- beatmania IIDX 8th style （2002年9月）
  - 『abstract』
  - 『symbolic』
  - 『Giudecca』(D.J.SETUP作曲)- 楽曲プロデュース。bounce connectedに収録
- beatmania IIDX 8th style Original Soundtrack(CD) （2002年12月）
  - 『abstract (radical mix)』 - 『abstract』と『Radical Faith』をミックスしたもの。
- beatmania IIDX 9th style （2003年6月）
  - 『Distress』 - dj TAKA remixed by TaQ名義。5th styleのオープニングBGMのリミックス。ギターはgood-cool、オーケストラ・アレンジは久保田修。
  - 『Karma』
  - 『quasar』 - OutPhase名義。
- pop'n music 10 （2003年8月）
  - 『Jack』 - DesQ名義。Des-ROWとのユニット。
- beatmania IIDX 10th style （2004年2月）
  - 『Changes』
  - 『Innocent Walls』
- pop'n music 13 カーニバル （2005年9月）
  - 『Der Wald』 - エレハモニカ名義。作編曲は村井聖夜。楽曲製作には携わっておらず、氏は作詞担当。
- dj TAKA 1st ALBUM ｢milestone｣(Disk2)(2007年)
  - Colors -InPhase mix- -『Colors』(dj TAKA)のリミックス。
- beatmania IIDX 16 EMPRESS （2008年11月）
  - 『Jack』 - DesQ名義。pop'n music 10からの移植。
- pop'n music 17 THE MOVIE （2009年3月）
  - 『Geiselhaus』 - Sarastro名義。作編曲は古賀博樹。楽曲製作には携わっておらず、氏は作詞担当。

#### Granado Espada
MMORPG「グラナド・エスパダ」にて、友人である作曲家の久保田修と共に楽曲提供を行っている。
- 『Progreso』
  - 後に、『Akashic record』と改名

#### その他
- 『ふれあい音頭』 - 日本のピアニスト久保田修との共作。日本の歌手松山順のシングル「命の舟」（1998年2月4日）のカップリング。
- アルバム「Magic」（1999年12月） - バイオリン。香港の俳優イーキン・チェンのアルバム。
- 『Libra Negra』 - 久保田修との共作。久保田修のアルバム「Snow in Saigon」（2000年）に収録。
- 『Worldess』 - チェロ・アレンジ。イギリスのシンガーソングライターティム・レフマンのアルバム「Shaking Hands」（2000年2月29日）に収録。
- 『直腸直肚』 - 楽曲書き下ろし。イーキン・チェンのアルバム「Beautiful Life」（2000年7月25日）に収録。
- 『Mo Ichi Do』 - リズム・プログラミング。ナマスカールのアルバム「Mo Ichi Do」（2000年）に収録。
- ナショナルのドライヤー「イオニティ」テレビCM（2002年8月）
- たかの友梨ビューティークリニックテレビCM（2002年9月）
- 日立製作所のテレビ「Wooo」テレビCM（2006年4月）
- 東京ディズニーシーのアトラクション「タワー・オブ・テラー」テレビCM - ピアノは久保田修（2006年9月）。
- 『Symphony No.1 Antevorte』- 世界的なクラシックの殿堂と言われる米ニューヨーク「カーネギーホール」にて「史上最年少の交響曲作曲家」として紹介、演奏されたワールドプレミア作品。全4楽章から構成されるクラシックの世界観を革新的なイメージで描いた交響曲。（2007年3月）。
- 『ALOIVIA -arousal mix-』 -　アヌビス ZONE OF THE ENDERS、ネフティス戦BGMのREMIX「ZONE OF THE ENDERS ReMIX EDITION」に収録(2012年10月)
- 映画『0.5ミリ』音楽担当。

## bounce
bounce（バウンス）とはTaQによるライブと、DJ Wasei Chikadaらによるクラブイベントが融合したライブパーティ。2002年4月から全国各地で不定期に行なわれ、2006年12月23日に20回目の公演をむかえた。アルバム「bounce connected」は基本的に、このライブパーティの模様を録音編集したものである。